# Guide officiel de jeu vidéo
 (avril 2009).
Si vous disposez d'ouvrages ou d'articles de référence ou si vous connaissez des sites web de qualité traitant du thème abordé ici, merci de compléter l'article en donnant les références utiles à sa vérifiabilité et en les liant à la section « Notes et références ».
Le guide officiel d'un jeu vidéo, appelé parfois « guide stratégique » est un livre de référence, destiné tout d'abord à donner la solution complète d'un jeu.

## Présentation
Souvent publié sous la forme d'un album à la couverture souple, le guide officiel d'un jeu vidéo est, comme son nom l'indique une parution officielle et validée par les concepteurs et éditeurs du jeu.
Le guide officiel est illustré de captures d'écrans du jeu, ou de schémas afin d'expliquer ou de détailler la manière de franchir certains passages difficiles du jeu.
En effet, le livre a pour vocation première d'aider le joueur à terminer le scénario du jeu, et le guide présente cet aspect en proposant un cheminement détaillé et une explication pas à pas des différentes actions à réaliser au cours du jeu.
Le guide permet également, lorsque le jeu propose ces options, de connaître tous les secrets et les bonus d'un jeu dans le but de finir celui-ci à 100 %.
Les guides officiels font également l'objet de collectionneurs qui peuvent s'arracher des guides anciens très prisés. On notera également le fait que généralement une version collector des guides sort en plus de la version classique. Les améliorations sont principalement des artworks supplémentaires et une couverture plus soignée.

## Contenu
Comme expliqué précédemment, le guide officiel contient la solution complète d'un jeu, ainsi que des illustrations pour expliquer cette solution. Cependant, les guides contiennent généralement bien plus d'informations. On peut y trouver des artworks, des interviews des équipes de développement, des anecdotes au sujet du développement et du jeu, etc. Parfois, les guides proposent des informations sur les personnages du jeu qui ne sont pas contenues dans le jeu. Cela fait de l'ouvrage un objet complémentaire avec le jeu, et un moyen d'explorer davantage son univers pour le joueur.

## Éditeurs de guides officiels
Les éditeurs de guides officiels sont peu nombreux à se partager les parts de marché des guides officiels de jeu vidéo. La plupart des guides ne sont pas traduits en français.
- Piggyback[1]
- Prima Games [2]
- BradyGames [3], racheté par la société mère de Prima Games[4]
- Future Press [5]

Un site français se consacre d'ailleurs à la vulgarisation et aux référencements de ces guides officiels.